# Верхняя Тёлза
Верхняя Тёлза — река в Плесецком и Онежском районах Архангельской области России. Правый приток Онеги.
Длина реки — 72 км.
Берёт начало из озера Большое Тесское в Савинском городском поселении. В верхнем течении протекает через озеро Малое Тесское. В нижнем течении на левом берегу реки находится деревня Нёрмуша. Устье реки находится по правому берегу реки Онега в 142 км от её устья, южнее чекуевской деревни Затезье. Главными притоками Верхней Тёлзы являются: Воя, Берёзовый, Чапов. Близ устья, на 72 км автодороги «Савинский — Ярнема — Онега», реку пересекает автомобильный мост. В 400 метрах севернее устья Верхней Тёлзы в Онегу впадает река Нижняя Тёлза. Верхней Тёлзой на абсолютных отметках 55—87 м вскрыты осадки верхнего отдела сублиторали, сложенные песками жёлтого и серого цвета, от мелко- до крупнозернистых разностей с раковинами моллюсков и прослойками галечника. В нижнем течении Верхней Тёлзы пески замещаются песчанистыми глинами и глинистыми песками коричневато-серого и серого цвета с прослойками торфа.

## Данные водного реестра
По данным государственного водного реестра России относится к Двинско-Печорскому бассейновому округу, водохозяйственный участок реки — река Онега, речной подбассейн отсутствует. Речной бассейн реки — Онега.
Код объекта в государственном водном реестре — 03010000112103000002929.

### Топографическая карта
- Лист карты P-37-9,10 Холмогорская. Масштаб: 1 : 100 000. Состояние местности на 1982 год. Издание 1987 г.